# プレシオモナス属
プレシオモナス属(プレジオモナス属)はグラム陰性の非芽胞形成菌。2から5本の鞭毛を持ち運動を行う。腸内細菌科に属し、2015年現在、基準種のプレシオモナス・シゲロイデスのみが知られている。かつてはビブリオ科エロモナス属とみなされており、(エロモナス属に)近縁の個体という意味で名付けられた。GC含量は51。
動物の腸内でみられ、ヒトにおいては胃腸炎や下痢の原因となることがある。プレジオモナスが持つ抗原の中には赤痢菌の有する抗原と共通のものがあり、シゲロイデスの名は赤痢菌(シゲラ)に因んでいる。オキシダーゼ陽性でグルコースやイノシトールを利用する。